# Badger State Games
I Badger State Games sono una manifestazione multisportiva organizzata ogni anno in Wisconsin dalla National Congress of State Games e suddivisa in due edizioni: invernale ed estiva. Quella estiva attrae generalmente circa 15.000 atleti.
Nel 2011 sono organizzate le seguenti gare estive:
- Atletica leggera
- Tiro con l'arco
- Pallacanestro
- Bowling
- Tiro a volo
- Curling
- Disc golf
- Golf
- Ginnastica
- Pattinaggio a rotelle
- Arti marziali
- Canottaggio
- Calcio
- Nuoto
- Tennis
- Triathlon
- Lotta libera

Per quanto riguarda invece l'edizione invernale:
- Sci alpino
- Biliardo
- Bowling
- Curling
- Pattinaggio artistico
- Freestyle
- Hockey su ghiaccio
- Tiro con l'arco
- Sci nordico
- Quadrathlon
- Salto con gli sci
- Snowboard
- Corsa nella neve
- Pattinaggio di velocità